# ヌシャテル (チーズ)
ヌシャテル（フランス語: Neufchâtel）は、フランスのノルマンディー地方のブレ地域(en) で作られる白カビチーズ。ハート型の形状をもつタイプがあり、これは特徴のひとつとして挙げられる。日本語ではヌーシャテル、ヌーシャルテルチーズ、ヌシャルテル、ヌフシャルテルとも表記される。ブレ地域とはセーヌ＝マリティーム県、オワーズ県にまたがるエリアである。
同じタイプの白カビチーズのカマンベール・ド・ノルマンディなどと異なる製造工程の特徴があり、カードをこねるときに早くも塩を混入したり、前もって熟成しておいたヌシャテルを混ぜるという手法が用いられる。製造工程は生産者によって違いがあり、塩はあとで使う場合もある。熟成期間は12日、3週間、1 - 3箇月などさまざまで、ボンドタイプの大きなものは熟成期間が6箇月に及ぶものもある。

## 歴史
ヌシャテルについての言及が確認できる現存最古の文献は11世紀のもので、1035年とも1037年とも言われる。かなり間が空くが、1543-1544年サンタマン修道院（ルーアン）における会計報告書の中にも記載が見られる。巷間伝わるところによれば、14世紀に始まる百年戦争の最中、フランス娘がイングランド軍の兵士に送ったハート型のヌシャテルが現在でも特徴とされるハート型の始まりとのこと。パリで広く知られるようになったのは “Almanach des gourmands”（『食通年鑑』、『美食年鑑』。1803 - 1812年）に採録されたことによる。AOCの認定を受けた年については複数の文献間で異同が見られ、1969年とするものと、1977年とするものがある。INAOの資料では1977年としている。2014年には1,660トンが販売され、うち490トンが農家によって、残りは工場で生産された。

## 形状・サイズ
名称ごとの形状、サイズおよび重量を下表にまとめる。
| 名称                            | 形状     | 平面サイズ | 高さ  | 重量 | 備考                                  |
| ------------------------------- | -------- | ---------- | ----- | ---- | ------------------------------------- |
| カレ carré                      | 角盤     | 6.5cm角    | 2.4cm | 100g |                                       |
| ブリケット briquette            | 煉瓦型   | 7 x 5cm    | 3cm   | 100g | 「小さい煉瓦」の意                    |
| ボンド bonde                    | 樽栓状   | 4.5cm直径  | 6.5cm | 100g | 「シードルの樽の栓」の意              |
| ドゥーブル・ボンド double bonde | 樽栓状   | 5.8cm直径  | 8cm   | 200g | 「2倍のボンド（上記ボンド参照）」の意 |
| クール cœur                     | ハート型 | 10cm幅     | 3.2cm | 200g | クールは「ハート」の意                |
| グロ・クール gros cœur          | ハート型 | 14cm幅     | 5cm   | 600g | 「大きなハート」の意                  |

※ 表中の cm はセンチメートル、g はグラムを表す。